# Centro sportivo Mary Rosy
Il Centro sportivo Mary Rosy è una struttura sportiva di Pontecagnano Faiano, sede degli allenamenti del club calcistico della Salernitana.
Sorge in località Magazzeno ed è in usufrutto alla Salernitana dal 2016.